# Троицкое (Бердянский район)
Тро́ицкое (укр. Троїцьке, до 2016 года — Карла Маркса) — село, Берестовская сельская громада,
Бердянский район,
Запорожская область,
Украина.
Код КОАТУУ — 2320682501. Население по переписи 2001 года составляло 917 человек.
Являлось до 2021 года административным центром Карло-Марксовского сельского совета, в который, кроме того, входили сёла
Гло́дово и
Калайта́новка.

## Географическое положение
Село Троицкое находится на берегу реки Берестовая в месте её впадения в реку Берда, выше по течению примыкает село Берестовое, выше по течению реки Берда на расстоянии в 0,5 км расположено село Глодово, ниже по течению реки Берда на расстоянии в 1 км расположено село Николаевка, на противоположном берегу реки Берда — село Новосолдатское.
Рядом проходит автомобильная дорога Т-0819.

## Условное деление
Село делится на условные части: за западным берегом реки Берестовая в северной части села, регион называется Безыменное, а за восточным — Водяное. Южнее Безыменного на выезде в село Николаевка и до самой южной его части регион Зирка. И Южнее Водяного до выезда на село Калайтановка и до самой юго-восточной точки села регион Центр.

## История
- 1836 — дата основания села Троицкое, названного в честь Пресвятой Троицы.
- В 1930 году название села было "революционизировано" и оно переименовано в село Карла Маркса, названного именем написавшего "Капитал" пролетарского идеолога Карла Маркса.
- В мае 2016 года постановлением № 1353-VIII[2] название села было «декоммунизировано»[3] ВРУ и переименовано ими; селу было возвращено название Троицкое.

## Объекты социальной сферы
- Школа.
- Детский сад.
- Фельдшерско-акушерский пункт (ФАП).

## Достопримечательности
- Братская могила советских воинов РККА,[4] погибших при освобождении села от нацистской оккупации.